# Alfonso De Gennaro
Alfonso De Gennaro (o Alfonso de Jennaro o Alfonso Di Gennaro o  Alphonsus Ianuarius; Napoli, 1480 circa – Napoli, 1532 o 1533) è stato un letterato e nobile italiano.

## Biografia
Tutte le notizie su Alfonso De Gennaro provengono soprattutto da una Historia della famiglia Gennara attribuita spesso erroneamente al Capaccio.
Non si conoscono con precisione le date di nascita e di morte di Alfonso De Gennaro. Nacque in una famiglia aristocratica napoletana, ascritta fin dal XIII secolo al sedile di Porto. Suo padre Pietro Iacopo incarnò tipicamente l'intellettuale di condizione nobile il quale, come altri scrittori napoletani del XV secolo, fu nello stesso tempo funzionario di Stato e poeta. Anche sua madre, Lucrezia Scarsa (o Scarcia), apparteva a una famiglia aristocratica del Sedile di Porto in seguito estinta. Come suo padre e i suoi nonni fu maestro razionale, esercitò cioè una magistratura con competenza in materia tributaria. Fu inoltre tesoriere di due province e commissario per i donativi nel Principato Ultra; tuttavia fu anche accusato di non esercitare di persona gli uffici che gli erano stati assegnati e durante l'assedio di Napoli (1528) fu multato di più di 20.000 ducati «fra oro et argento, gioie et medaglie». Sposò Lucrezia Piscitelli del sedile di Capuana e da lei ebbe cinque figli, il primogenito dei quali, Emilio, fu imprigionato dagli Spagnoli presumibilmente perché filofrancese. Il De Lellis riporta che Alfonso «fu signore di Musciano e Turano in Apruzzo», e che «superò il Padre nel pregio della poesia, onde di lui si veggono di così bella professione alcuni libri dati alle stampe, e particularmente quello intitulato Carmen Sacrum dedicato a Leone decimo Pontefice».

## Opera
- (LA) Alphonsi Ianuarii patritii Neapolitani, Carmen sacrum ad Clementem VII pontificem maximum, Impressum Neapoli, per Ioannem Sulsbacchium Hagenouensem Germanum : studio et sumptu Aemilii Ianuarii filii obsequentissimi, 1533.

Carmen sacrum è un'opera composta di 625 epigrammi in lingua latina. La maggior parte degli epigrammi è di argomento sacro, dedicati a Cristo, alla Vergine, ai santi; alternati a questi, altri epigrammi sono indirizzati a personaggi più o meno noti della politica e della cultura napoletana di quegli anni, generalmente suoi amici (Jacopo Sannazaro, Giano Anisio, Pietro Gravina, Girolamo Carbone, Camillo Querno, Marc'Antonio Epicuro, Giovanni Cotta, Pietro Summonte, Traiano Cavaniglia, Crisostomo Colonna, Giovanni Antonio Musetta, Camillo Pignatelli, Decio Apranio, Lucio Crasso, Paolo Tucca, Belisario e Andrea Matteo Acquaviva, Giovanni Tommaso Filocalo, Girolamo Angeriano, Berardino Rota, ecc.).